# Malba Birifor jezik
Malba Birifor jezik (birifo, malba-birifor, sjeverni birifor; ISO 639-3: bfo), nigersko-kongoanski jezik skupine gur, kojim govori 108 000 ljudi u Burkini Faso (1993) u provinciji Poni.
S južnobiriforskim (južni birifor) [biv] iz Gane čini podskupinu birifor. Dijalekti su mu wile i birifor.

## Vanjske poveznice
- Ethnologue (14th)
- Ethnologue (15th)